# Пяденица пёстрая вязовая
Пяденица пёстрая вязовая (лат. Abraxas sylvata) — вид бабочек из семейства пядениц.

## Описание
Размах крыльев до 4,3 см (по другим данным — до 3,5 см). Передние крылья белые с круглыми, нечётко очерченными светло-серыми пятнами разного размера; у основания и задних углов крыльев — более крупные тёмно-бурые с оранжевым пятна. Задние крылья окрашены сходным образом. Брюшко жёлтого цвета, с чёрными пятнышками.

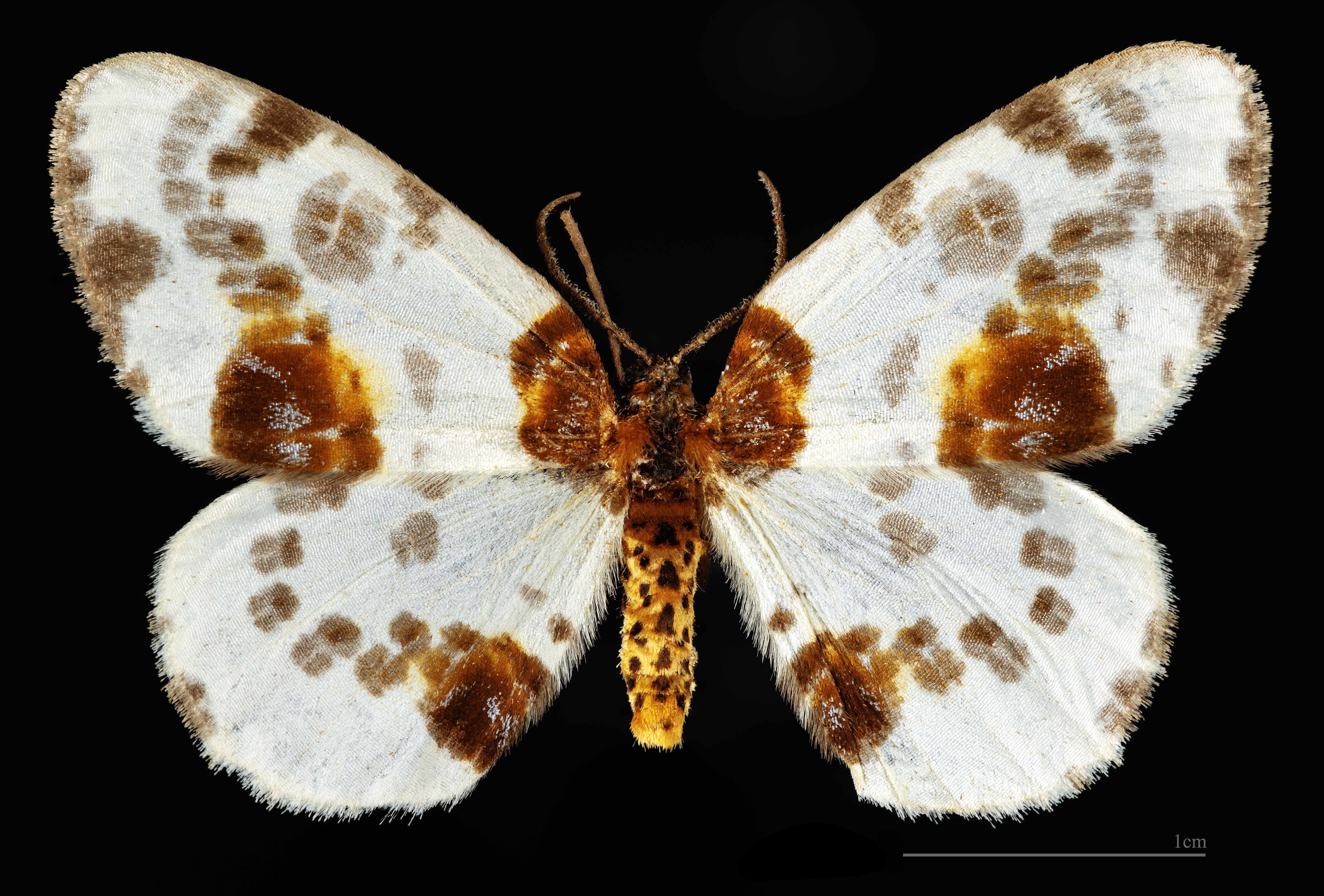
♂
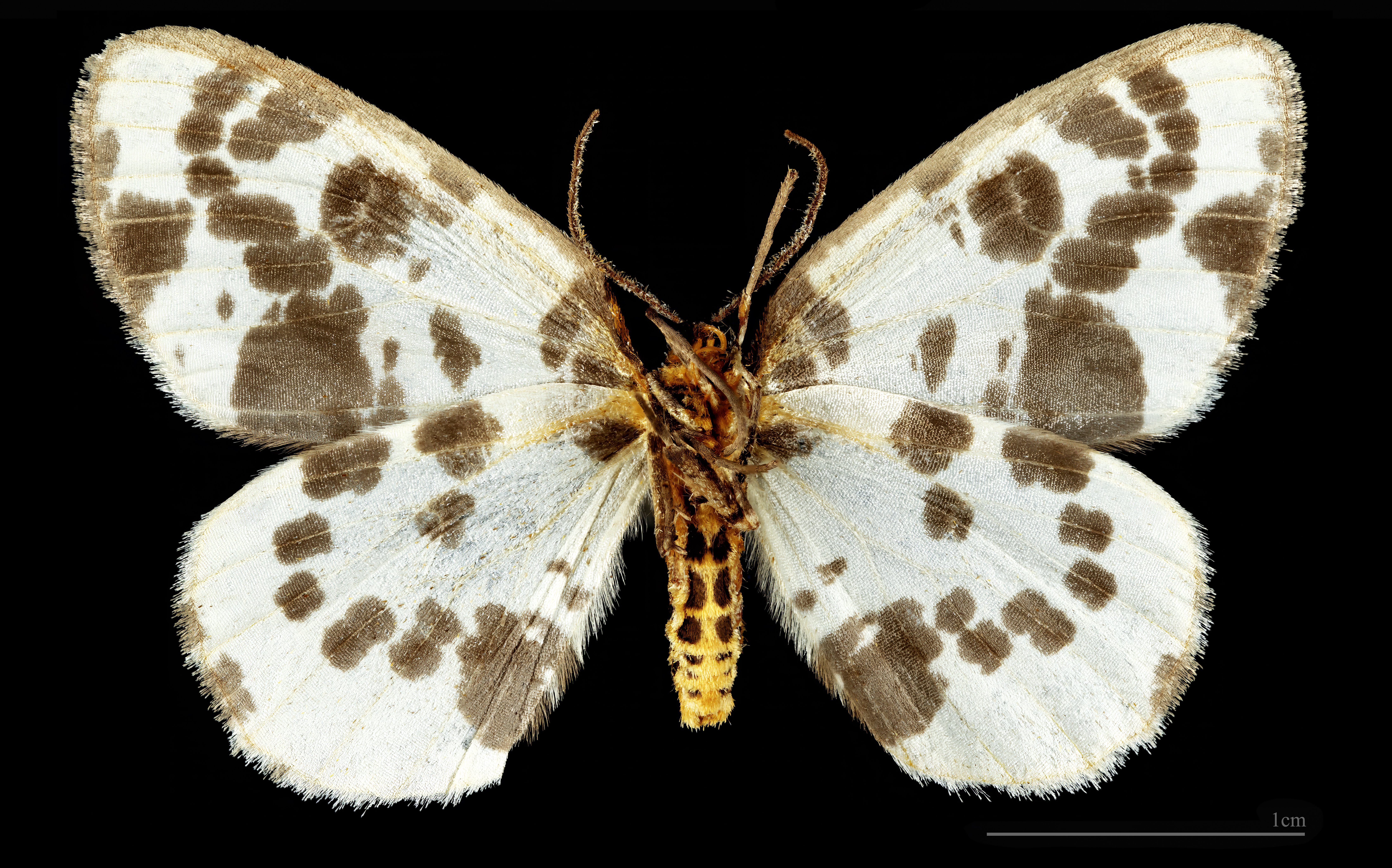
♂ △
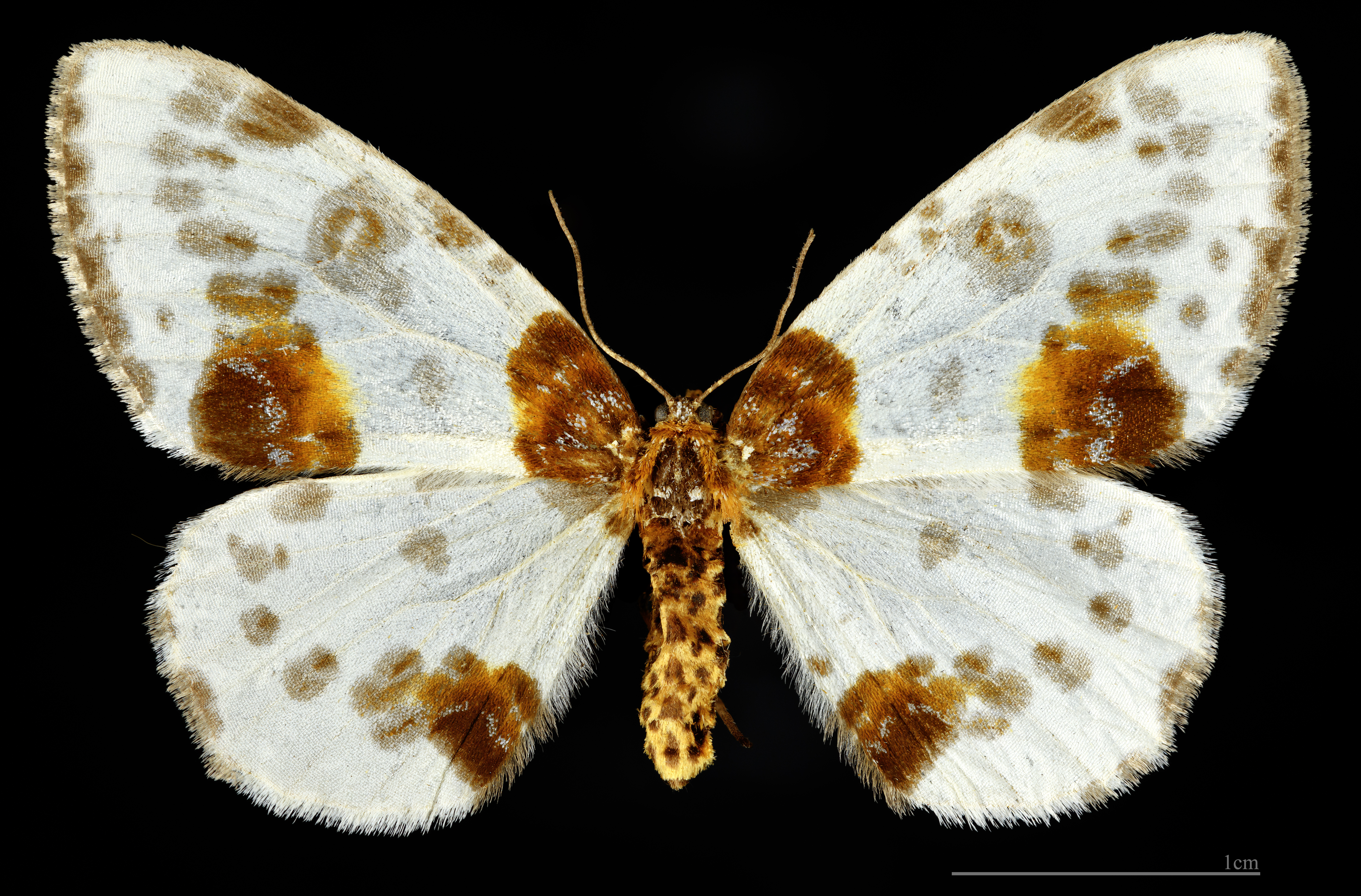
♀
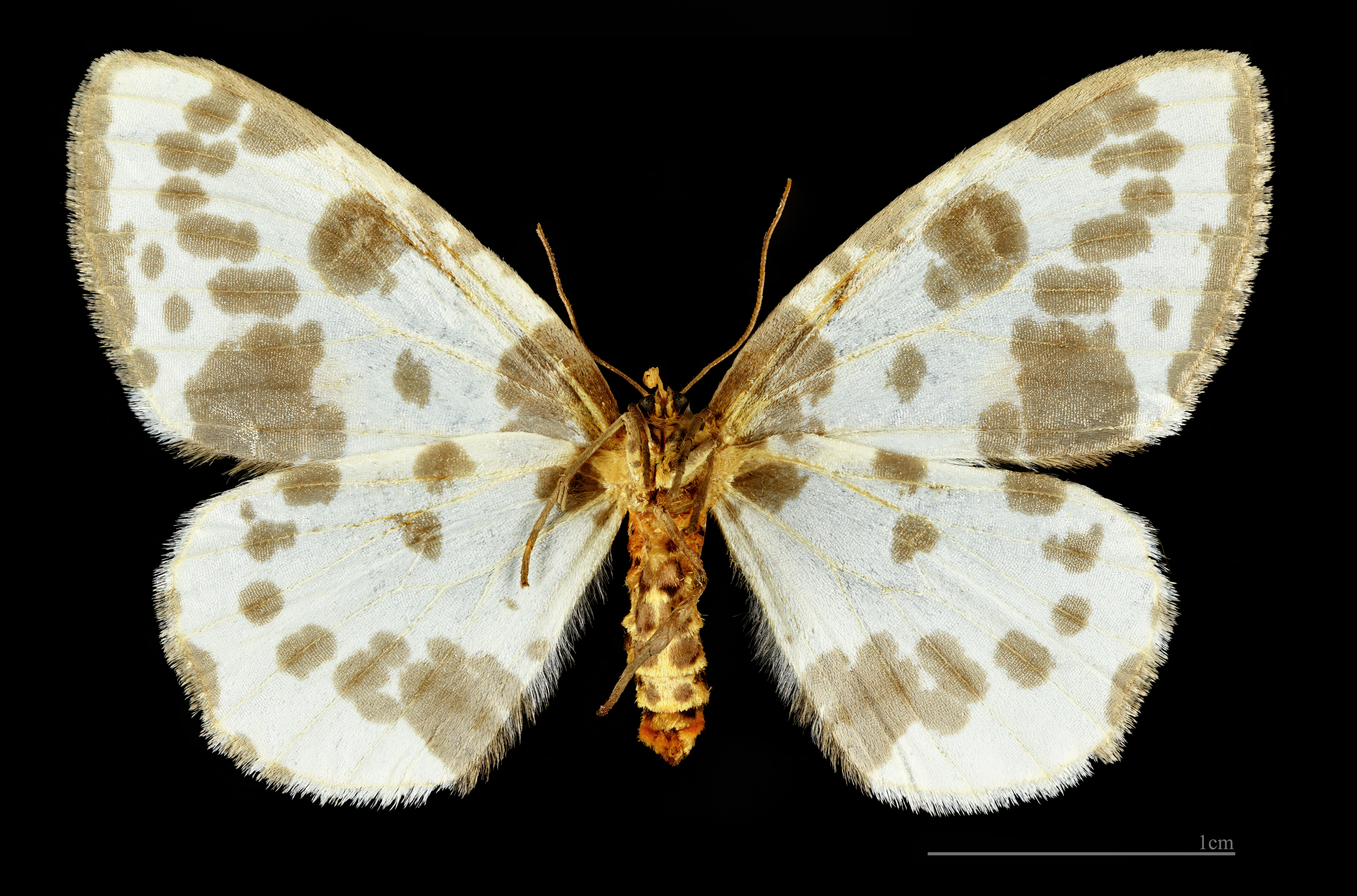
♀ △

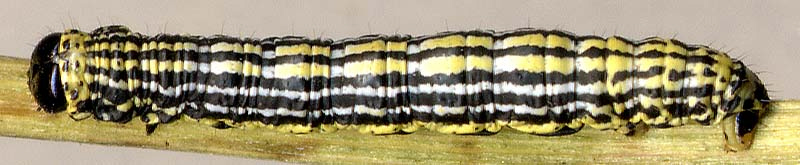
Гусеница

Гусеница длиной до 3,4 или 4 см. Окраска синевато-белая с жёлтым, в чёрно-синих полосках или пятнах; спинная полоса чёрная; голова чёрная.
Куколка бурая, блестящая, длиной до 1,5 см.

## Ареал и места обитания
Встречается в Западной и Средней Европе, Китае, Японии, европейской части России, Сибири и на Дальнем Востоке. На большей части ареала распространена широко.
Предпочитают леса, лесные опушки и парки.

## Биология

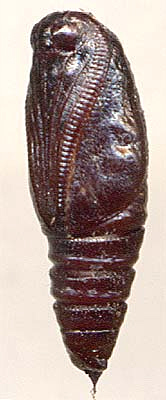
Куколка пяденицы вязовой

Период лёта на большей части ареала в июне-июле; иногда с мая по август. Самки откладывают яйца (белые, позднее желтоватые) на нижнюю поверхность листьев, группами или по одному. Гусеницы окукливаются в почве, зимует куколка.
Кормовым растением гусениц является в первую очередь вяз; встречаются также на черёмухе, сливе, вишне, черешне, смородине, крыжовнике, ясене, берёзе, буке, лещине.

## Хозяйственное значение

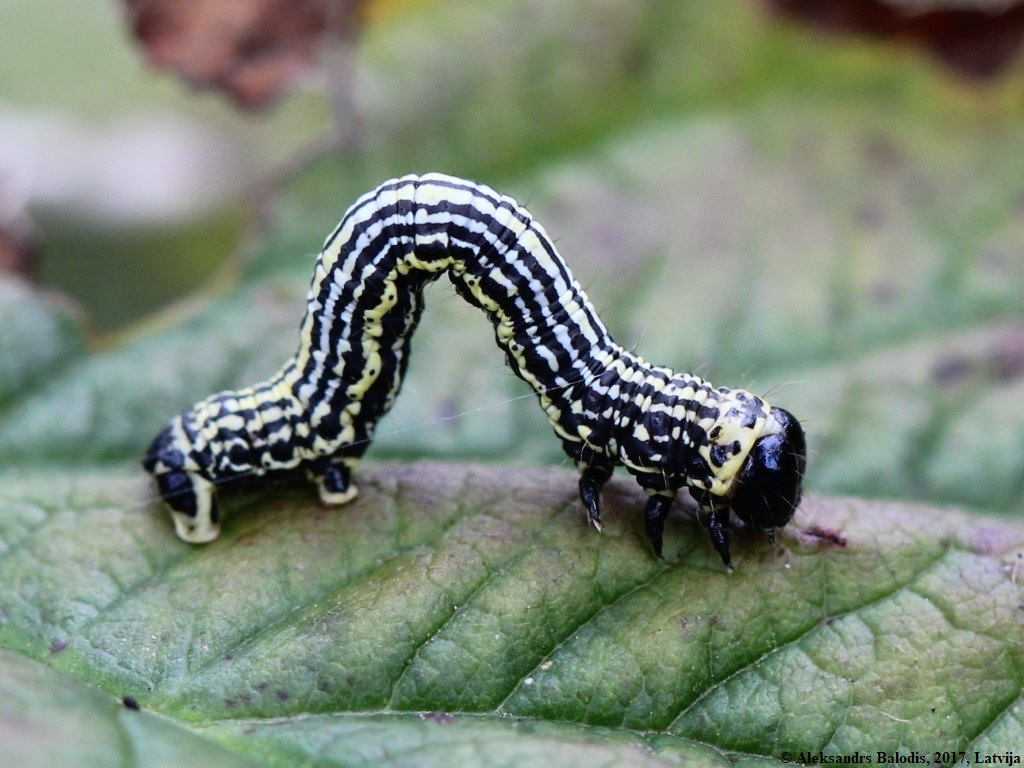
Гусеница на листе

Гусеницы пяденицы пёстрой вязовой могут наносить вред культурным растениям, в том числе ягодным культурам. Чаще всего они повреждают листья ильмовых и прочих деревьев. Молодые гусеницы обычно выедают небольшие отверстия, тогда как более взрослые дырявят листья в значительной степени. Иногда размножаются в большом количестве, нанося заметный ущерб молодой поросли.